# Aromobates zippeli
Aromobates zippeli Barrio-Amorós & Santos, 2012 è un anfibio anuro, appartenente alla famiglia degli Aromobatidi.

## Etimologia
L'epiteto specifico è stato dato in onore di Kevin C. Zippel.

## Distribuzione e habitat
È endemica della Cordillère de Mérida in Venezuela. Si trova a 2970 metri di altitudine nello stato di Mérida, presso Mucuchíes.